# Turiisk
Turiisk (în ucraineană Турійськ) este așezarea de tip urban de reședință a raionului Turiisk din regiunea Volînia, Ucraina. În afara localității principale, nu cuprinde și alte sate.

## Demografie
Componența lingvistică a așezării de tip urban Turiisk
     Ucraineană (98,74%)
     Rusă (1,16%)
     Alte limbi (0,03%)
Conform recensământului din 2001, majoritatea populației așezării de tip urban Turiisk era vorbitoare de ucraineană (98,74%), existând în minoritate și vorbitori de rusă (1,16%).